# Ярослав-На
Дует «Ярослав-На» — солісти Наталія та Ярослав Дуб — лауреати багатьох фестивалів, зокрема, «Вернісаж», «Пісня року», «Прем'єра пісні» тощо.

## Історія дуету
Закінчивши Дрогобицьке музичне училище, а потім Львівську консерваторію, Ярослав і Наталя присвячують себе українській естрадній пісні. У 1990–1993 роках Ярослав аранжує народні та авторські твори, які з успіхом звучали у виконанні естрадних співаків як в Україні, так і за її межами (Канада, Америка, Німеччина, Югославія, Угорщина, Польща…)
Але потреба широкого самовираження і реалізації власних творчих задумів спонукає Наталю і Ярослава утворити свій дует «Ярослав-На». Перший виступ відбувся 28 серпня 1993 року на фестивалі «Марія-93» в місті Трускавець. Згодом були фестивалі: «Вернісаж», «Співоча родина» — у Києві, «Мелодія» у Львові та «Доля» в Чернівцях. А в 1997 році дует «Ярослав-На» отримав звання лауреата Всеукраїнського фестивалю «Пісня року» за пісні «Доля» (муз. Я.Дуба, сл. Й.Фиштика) та пісню «Запросіть мене, пане, на танець» (муз. Я.Дуба, сл. Г.Чубач).
Основою творчого стилю дуету «Ярослав-На» є поєднання мелодики, близької до народної, з професійним естрадним аранжуванням. Багато пісень з репертуару дуету звучать на радіо та телеканалах, як в Україні так і закордоном, і чимало з них вже стали популярними.
У 2003 році, до Дня матері, відбулись виступи дуету «Ярослав-На» в Італії, зокрема в містах — Рим, Мілан, Венеція, Болонія та Феррара.
А у 2005 році гастрольні дороги дуету пролягли до США. З особливим успіхом[джерело?] відбулись концерти у містах: Нью Йорк, Чикаго та штаті Айова.
17 листопада 2007 року відбувся великий сольний концерт дуету в Києві у академічному театрі оперети. Гарячими оплесками кияни вітали нову програму дуету «Ярослав-На» під назвою «Цвіти Тарасова земле».
У червні 2010 року дует у супроводі інструментальної групи виступив у Польщі на 14-у фестивалі української культури в Гіжицько.
Дует «Ярослав-На», Наталія та Ярослав Дуб, продовжують творчо працювати і нести українське пісенне мистецтво у різні куточки України та закордон.

## Ведення
У 2010 р. дует «Ярослав-На» відкриває нову ланку творчості — ведення концертів та святкових програм. Деякі з них:
— представлення міського голови м. Самбора п. Тараса Копиляка (2010 р.);
— відкриття торгового комплексу «Літо», м. Самбір (2010 р.);
— ведення професійного свята «Дня енергетика» на Хмельницькій АЕС (2011 р.);
— ведення професійного свята «Дня комунальних працівників», дійство відбулось у Львівській опереті (2012 р.);
— звіт міського голови м. Старий Самбір п. Івана Грися (2012 р.);
— ведення професійного свята «Дня працівників харчової промисловості» та святкування 100-ліття Воютицького спиртового заводу (2012 р.);
— ведення концерту з нагоди святкування 110-ліття Храму Верховних ап. Петра і Павла в рамках фестивалю «Східницьке літо», смт. Східниця (2012 р.);
— ведення святкової концертної програми з нагоди 20-річчя ТСО України, м. Львів (2012 р.).

## Дискографія
- 1994 р. — «Запізніла любов»
- 1996 р. — «Медовий місяць»
- 2000 р. — «Колядки. Наталя та Ярослав Дуб»
- 2001 р. — «Доля на двох»
- 2001 р. — «Нові та вибрані пісні»
- 2001 р. — «Колядує дует Ярослав-На»
- 2002 р. — «Твої очі»
- 2003 р. — «Нові та вибрані пісні — 2»
- 2005 р. — «Бутон любові»
- 2007 р. — «Ми святкуємо любов»
- 2010 р. — «На Різдво Христове»